# Victor Pettersson (boktryckare)
Robert Melcher Victor Pettersson, född 31 mars 1850 i Linköpings domkyrkoförsamling i Östergötlands län, död 20 februari 1919 i Adolf Fredriks församling i Stockholms län, var en svensk boktryckare och bokbindare.
Victor Pettersson var son till garverimästaren Adolf Wilhelm Pettersson. Efter att ha arbetat som bokbindare en tid lånade han 1874 upp pengar för att starta sin egen verksamhet. Verksamheten startade på Södermalm men flyttades 1875 till Gamla stan. Bland de första kunderna fanns P A Norstedt & Söners Förlag. 1878 utvecklades verksamheten med en påsfabrik, en pappersaffär och ett tryckeri. 1901 ombildades företaget till aktiebolag under namnet Victor Petterssons bokindustri- och handelsaktiebolag med Victor Pettersson som VD och ledamot av styrelsen. Hans företag hade 1906 150 anställda. Victor Pettersson var 1895-1903 ledamot av Stockholms stadsfullmäktige, från 1897 vice ordförande i styrelsen för Stockholms bokbinderiidkareförening och 1897-1898 och 1902-1903. Han var från 1897 ledamot av styrelsen för Stockholms hantverksförening och från 1907 vice ordförande där. Victor Pettersson var även ledamot av styrelsen för Stockholms lärlingshem från 1907, ordförande i styrelsen för Sveriges pappersgrosshandareförening och för Sveriges papperspåsefabrikantförening.